# Пракаш Амрітрадж
Пракаш Амрітрадж (нар. 2 жовтня 1983) — колишній індійський тенісист.
Найвищу одиночну позицію світового рейтингу — 154 місце досяг 15 червня 2009, парну — 119 місце — 26 жовтня 2009 року.
Найвищим досягненням на турнірах Великого шолома було 3 коло в парному розряді.

## Фінали турнірів ATP за кар'єру

### Одиночний розряд: 1 (1 поразка)
| Легенда                         |
| ------------------------------- |
| Турніри Великого шлема (0–0)    |
| Фінали Світового туру ATP (0–0) |
| Серія ATP Мастерс 1000 (0–0)    |
| Серія ATP 500 (0–0)             |
| Серія ATP 250 (0–1)             |

| Фінали за покриттям |
| ------------------- |
| Тверде (0–0)        |
| Ґрунт (0–0)         |
| Трава (0–1)         |
| Килим (0–0)         |

| Фінали за типом корту |
| --------------------- |
| Відкритий корт (0–1)  |
| Закритий корт (0–0)   |

| Результат | В-П | Дата     | Турнір       | Рівень           | Покриття | Суперник       | Рахунок  |
| --------- | --- | -------- | ------------ | ---------------- | -------- | -------------- | -------- |
| Поразка   | 0–1 | Лип 2008 | Ньюпорт, США | Серія Інтернешнл | Трава    | Фабріс Санторо | 3–6, 5–7 |

### Парний розряд: 1 (1 поразка)
| Легенда                         |
| ------------------------------- |
| Турніри Великого шлема (0–0)    |
| Фінали Світового туру ATP (0–0) |
| Серія ATP Мастерс 1000 (0–0)    |
| Серія ATP 500 (0–0)             |
| Серія ATP 250 (0–1)             |

| Фінали за покриттям |
| ------------------- |
| Тверде (0–1)        |
| Ґрунт (0–0)         |
| Трава (0–0)         |
| Килим (0–0)         |

| Фінали за типом корту |
| --------------------- |
| Відкритий корт (0–1)  |
| Закритий корт (0–0)   |

| Результат | В-П | Дата     | Турнір                  | Рівень           | Покриття | Партнер       | Суперники                | Рахунок  |
| --------- | --- | -------- | ----------------------- | ---------------- | -------- | ------------- | ------------------------ | -------- |
| Поразка   | 0–1 | Січ 2006 | Maharashtra Open, Індія | Серія Інтернешнл | Тверде   | Роган Бопанна | Міхал Мертиняк Петр Пала | 2–6, 5–7 |

## Фінали ATP Челленджер і ITF Ф'ючерс

### Одиночний розряд: 7 (4–3)
| Легенда              |
| -------------------- |
| ATP Челленджер (0–2) |
| ITF Ф'ючерс (4–1)    |

| Фінали за покриттям |
| ------------------- |
| Тверде (4–2)        |
| Ґрунт (0–0)         |
| Трава (0–1)         |
| Килим (0–0)         |

| Результат | В-П | Дата     | Турнір                         | Рівень     | Покриття | Суперник          | Рахунок       |
| --------- | --- | -------- | ------------------------------ | ---------- | -------- | ----------------- | ------------- |
| Поразка   | 0–1 | Тра 2004 | Фергана, Узбекистан            | Челленджер | Тверде   | Ігор Куніцин      | 4–6, 5–7      |
| Поразка   | 0–2 | Лип 2005 | Форест-Гіллс, США              | Челленджер | Трава    | Фредерік Ніємеєр  | 4–6, 6–7(3–7) |
| Перемога  | 1–2 | Чер 2007 | Індія F3, Чандігарх            | Ф'ючерс    | Тверде   | Каран Растогі     | 7–6(7–5), 6–1 |
| Перемога  | 2–2 | Чер 2007 | Індія F4, Деградун             | Ф'ючерс    | Тверде   | Каран Растогі     | 6–1, 6–2      |
| Перемога  | 3–2 | Чер 2007 | Індія F5, Делі                 | Ф'ючерс    | Тверде   | Каран Растогі     | 6–3, 6–1      |
| Поразка   | 3–3 | Вер 2012 | США F24, Клермонт (Каліфорнія) | Ф'ючерс    | Тверде   | Деніел Косаковскі | 3–6, 1–6      |
| Перемога  | 4–3 | Лис 2012 | Індія F14, Пуне                | Ф'ючерс    | Тверде   | Сакет Мінені      | 6–4, 6–2      |

### Парний розряд: 14 (8–6)
| Легенда              |
| -------------------- |
| ATP Челленджер (7–4) |
| ITF Ф'ючерс (1–2)    |

| Фінали за покриттям |
| ------------------- |
| Тверде (7–5)        |
| Ґрунт (0–0)         |
| Трава (0–0)         |
| Килим (1–1)         |

| Результат | В-П | Дата     | Турнір                    | Рівень     | Покриття | Партнер         | Суперники                           | Рахунок            |
| --------- | --- | -------- | ------------------------- | ---------- | -------- | --------------- | ----------------------------------- | ------------------ |
| Поразка   | 0–1 | Вер 2002 | США F24B, Коста-Меса      | Ф'ючерс    | Тверде   | Ражів Рам       | Оскар Юганссон Джеймс Шорталл       | 6–7(0–7), 3–6      |
| Перемога  | 1–1 | Лис 2002 | США F28, Коста-Меса       | Ф'ючерс    | Тверде   | Ражів Рам       | Річард Блумфілд Девід Шервуд        | 6–2, 3–0 ret.      |
| Перемога  | 2–1 | Жов 2003 | Tumkur, Індія             | Челленджер | Тверде   | Рік де Вуст     | Міхал Мертиняк Браніслав Секач      | 6–4, 6–3           |
| Поразка   | 2–2 | Жов 2003 | Dharwad, Індія            | Челленджер | Тверде   | Рік де Вуст     | Сончат Ратіватана Санчай Ратіватана | 6–3, 3–6, 5–7      |
| Поразка   | 2–3 | Тра 2004 | Узбекистан F4, Андижан    | Ф'ючерс    | Тверде   | Жан-Жульєн Роєр | Олексій Кедрюк Орест Терещук        | 5–7, 4–6           |
| Поразка   | 2–4 | Жов 2004 | Бербанк (Каліфорнія), США | Челленджер | Тверде   | Ерік Тайно      | Нік Рейні Браян Вілсон              | 2–6, 3–6           |
| Поразка   | 2–5 | Бер 2006 | Кіото, Японія             | Челленджер | Килим    | Роган Бопанна   | Ейлун Джонс Джонатан Маррей         | 4–6, 6–3, [12–14]  |
| Перемога  | 3–5 | Лип 2006 | Аптос, США                | Челленджер | Тверде   | Роган Бопанна   | Ражів Рам Тодд Відом                | 3–6, 6–2, [10–6]   |
| Перемога  | 4–5 | Лип 2008 | Дублін, Ірландія          | Челленджер | Килим    | Айсам Куреші    | Фредерік Нільсен Джонатан Маррей    | 6–3, 7–6(8–6)      |
| Перемога  | 5–5 | Лис 2008 | Луїсвілл, США             | Челленджер | Тверде   | Джессі Лівайн   | Френк Данцевич Душан Вемич          | 6–3, 7–6(12–10)    |
| Перемога  | 6–5 | Лют 2009 | Даллас, США               | Челленджер | Тверде   | Ражів Рам       | Патрік Бріо Джейсон Маршалл         | 6–3, 4–6, [10–8]   |
| Поразка   | 6–6 | Тра 2009 | Izmir, Туреччина          | Челленджер | Тверде   | Ражів Рам       | Джонатан Ерліх Харел Леві           | 3–6, 3–6           |
| Перемога  | 7–6 | Лис 2012 | Йокогама, Японія          | Челленджер | Тверде   | Філіпп Освальд  | Сончат Ратіватана Санчай Ратіватана | 6–3, 6–4           |
| Перемога  | 8–6 | Тра 2013 | Йоганнесбург, ПАР         | Челленджер | Тверде   | Ражів Рам       | Пурав Раджа Дівідж Шаран            | 7–6(7–1), 7–6(7–1) |

## Часовий графік результатів
| W | Ф | ПФ | ЧФ | #Р | КТ | К# | P# | DNQ | A | Z# | PO | G | S | B | NMS | NTI | P | NH |

### Одиночний розряд
| Турніри Великого шлему                 |     |     |     |     |     |     |     |     |     |       |     |    |
| Відкритий чемпіонат Австралії з тенісу |     |     |     |     | К2р |     | К3р | К1р | К2р | 0 / 0 | 0–0 | –  |
| Відкритий чемпіонат Франції з тенісу   |     |     |     |     |     |     |     | К1р | К1р | 0 / 0 | 0–0 | –  |
| Вімблдонський турнір                   |     |     | К2р |     | К2р |     | К2р | К3р | К3р | 0 / 0 | 0–0 | –  |
| Відкритий чемпіонат США з тенісу       | 1р  |     |     | К2р |     | К1р | К1р | К1р |     | 0 / 1 | 0–1 | 0% |
| В-П                                    | 0–1 | 0–0 | 0–0 | 0–0 | 0–0 | 0–0 | 0–0 | 0–0 | 0–0 | 0 / 1 | 0–1 | 0% |
| Тур ATP Мастерс 1000                   |     |     |     |     |     |     |     |     |     |       |     |    |
| Індіан-Веллс                           |     | К1р | К1р |     |     |     |     |     | К1р | 0 / 0 | 0–0 | –  |
| Відкритий чемпіонат Маямі з тенісу     |     |     | К1р |     |     |     |     |     |     | 0 / 0 | 0–0 | –  |
| Мастерс Канада                         |     |     |     |     |     | К1р |     |     |     | 0 / 0 | 0–0 | –  |
| Мастерс Цинциннаті                     |     | К1р |     |     |     |     |     |     |     | 0 / 0 | 0–0 | –  |
| В-П                                    | 0–0 | 0–0 | 0–0 | 0–0 | 0–0 | 0–0 | 0–0 | 0–0 | 0–0 | 0 / 0 | 0–0 | –  |